# Champion (film, 2018)
Pour les articles homonymes, voir Champion (homonymie).
Pour plus de détails, voir Fiche technique et Distribution.
Champion (hangeul : 챔피언 ; RR : Chaempieon) est un film sud-coréen écrit et réalisé par Kim Yong-wan, sorti le 1er mai 2018.
Il totalise plus d'un million d'entrées au box-office sud-coréen de 2018.

## Synopsis
Mark est un ancien champion de bras de fer ayant été adopté par une famille américaine quand il était enfant. Il est aujourd'hui devenu videur de boîte de nuit et se lie d'amitié avec un étudiant coréen nommé Jin-ki, qui a le don de faire de l'argent rapidement avec n'importe quelle situation. Intéressé par un tournoi de bras de fer se déroulant en Corée et par l'envie de Jin-ki d'en tirer une fortune, Mark revient dans son pays natal pour la première fois en 30 ans. À son arrivée, Jin-ki lui donne l'adresse de sa mère biologique. Hésitant au début, il se rend sur place pour constater que celle-ci est morte et rencontre sa sœur qu'il ne connaissait pas. Accueilli chaleureusement par cette nouvelle famille, il se prépare pour le tournoi.

## Distribution
- Ma Dong-seok : Mark/Baek Seung-min[1]
- Kwon Yul (en) : Jin-ki[2]
- Han Ye-ri : Soo-jin
- Choi Seung-hoon : Joon-Hyung
- Ok Ye-rin : Joon-Hee